# Jørgen Mandix
Jørgen Mandix, född den 15 januari 1759 i Köpenhamn, död den 8 augusti 1835 i Kristiania, var en danskfödd norsk jurist. Han var bror till Jacob Mandix. 
Mandix blev student 1776 och juridisk kandidat 1782. Sistnämndamma år blev han kanslisekreterare, 1783 kopist, 1792 registrator och samma år kanslist i Danske Kancelli, varefter han 1796 utnämndes till borgmästare och byfoged i Slagelse. År 1805 förflyttades han till Trondhjem som 2:e assessor i därvarande Stiftsoverret, och därefter var han verksam i Norge. Vid organisationen av Norges Højesteret 1814 blev han utnämnd till assessor i denna domstol. Då Christian Magnus Falsen dog 1830, blev Mandix som rättens äldste assessor 1831 utnämnd till dess justitiarius. På denna post förblev han till den 13 april 1835, då han tog avsked. Hans författarskap är obetydligt. Som ledamot av Højesteret deltog han i riksrätterna 1815, 1821 och 1827.